# Nycteola punctana
Nycteola punctana är en fjärilsart som beskrevs av Jacob Hübner 1796. Nycteola punctana ingår i släktet Nycteola och familjen trågspinnare. Inga underarter finns listade i Catalogue of Life.